# John Messé
John Messé A Bessong (15 de enero de 2005) es un deportista canadiense que compite en judo. Ganó una medalla de bronce en el Campeonato Panamericano de Judo de 2024, en la categoría de +100 kg.

## Palmarés internacional
| Campeonato Panamericano | Campeonato Panamericano | Campeonato Panamericano | Campeonato Panamericano |
| Año                     | Lugar                   | Medalla                 | Categoría               |
| ----------------------- | ----------------------- | ----------------------- | ----------------------- |
| 2024                    | Río de Janeiro (Brasil) | Medalla de bronce       | +100 kg                 |